# FBL Grand Prix Ejner Hessel 2021
FBL Grand Prix Ejner Hessel og Segafredo 2021 var et dansk DCU licensløb. Det 111,6 km lange linjeløb blev kørt den 8. maj 2021, med start og mål på Stenstrupvej i Lumsås. Løbet var arrangeret af Frederiksberg Bane- og Landevejsklub, og var det syvende eliteløb for herre A-klassen i den danske landevejssæson 2021.
Der blev kørt ni omgange på en 12,4 km lang rundstrækning med start på Stenstrupvej, videre ad Oddenvej mod øst til Toftebjergvej, inden rytterne igen kom på Stenstrupvej, og via Stenstrup kom til målstregen i Lumsås.
Efter en spurt blev løbet vundet af Marcus Sander Hansen fra BHS-PL Beton Bornholm. Magnus Bak Klaris fra Team CO:PLAY-Giant kom på andenpladsen, mens Sander Hansens holdkammerat Joshua Gudnitz rundede podiet af på tredjepladsen.

## Resultat
| \| Samlede stilling \| Samlede stilling \| Samlede stilling \| Samlede stilling \| Samlede stilling \| \| Rytter \| Rytter \| Hold \| Tid \| \| \| ---------------- \| ----------------------- \| ---------------------- \| ---------------- \| ---------------- \| \| 1. \| Marcus Sander Hansen \| BHS-PL Beton Bornholm \| 2t 27' 33" \| \| \| 2. \| Magnus Bak Klaris \| CO:PLAY-Giant \| + 0" \| \| \| 3. \| Joshua Gudnitz \| BHS-PL Beton Bornholm \| + 1" \| \| \| 4. \| Anders Foldager \| Herning CK Elite \| + 1" \| \| \| 5. \| Niklas Larsen \| Uno-X Pro Cycling Team \| + 1" \| \| \| 6. \| Daniel Stampe \| CO:PLAY-Giant \| + 1" \| \| \| 7. \| Frederik Irgens Jensen \| BHS-PL Beton Bornholm \| + 1" \| \| \| 8. \| Rasmus Søjberg Pedersen \| O.B. Wiik-Dan Stillads \| + 1" \| \| \| 9. \| Linus Eriksson Kvist \| IBT-BH Carl Ras \| + 1" \| \| \| 10. \| Benjamin Movang \| CO:PLAY-Giant \| + 1" \| \| |                         |                        |            |
| |                         |                        |            |
| |                         |                        |            |
| Samlede stilling |                         |                        |            |
| Rytter | Rytter                  | Hold                   | Tid        |
| 1. | Marcus Sander Hansen    | BHS-PL Beton Bornholm  | 2t 27' 33" |
| 2. | Magnus Bak Klaris       | CO:PLAY-Giant          | + 0"       |
| 3. | Joshua Gudnitz          | BHS-PL Beton Bornholm  | + 1"       |
| 4. | Anders Foldager         | Herning CK Elite       | + 1"       |
| 5. | Niklas Larsen           | Uno-X Pro Cycling Team | + 1"       |
| 6. | Daniel Stampe           | CO:PLAY-Giant          | + 1"       |
| 7. | Frederik Irgens Jensen  | BHS-PL Beton Bornholm  | + 1"       |
| 8. | Rasmus Søjberg Pedersen | O.B. Wiik-Dan Stillads | + 1"       |
| 9. | Linus Eriksson Kvist    | IBT-BH Carl Ras        | + 1"       |
| 10. | Benjamin Movang         | CO:PLAY-Giant          | + 1"       |

## Hold
| UCI ProTeam- Uno-X Pro Cycling Team UCI Kontinentalhold (5)- ColoQuick - Restaurant Suri-Carl Ras - Riwal - Uno-X DARE Development Team - BHS-PL Beton Bornholm DCU Elite Teams (8)- CO:PLAY-Giant - Bache-JS.dk - IBT-BH Carl Ras - Give Elementer - Kvickly Odder Elite - Sparekassen Vendsyssel Aalborg - O.B. Wiik-Dan Stillads - Herning CK Elite Amatørcykelhold- CT Dakwerken Eddy Stroobant Regional- og klubhold (6)- Ordrup Cycle Club - Frederiksberg Bane- og Landevejsklub - Køge Cykel Ring - Arbejdernes Bicykle Club - Motala AIF CK - Vejle Cykel Klub |
| |